# Куриное болото
Куриное болото (англ. Chicken bog) — американское блюдо из риса и курицы наподобие плова или стью. Может также включать лук, специи и колбасу. Целую курицу варят до готовности (с колбасой, луком и специями, если они есть), затем добавляют рис и готовят, пока он не впитает всю жидкость. Повара часто выбирают кости и другие несъедобные части из кастрюли и выбрасывают их, прежде чем добавить рис к мясу и другим ингредиентам. Блюдо называют куриным «болотом», потому что курица как бы вязнет в рисе.
Американский город Лорис в Южной Каролине ежегодно проводит фестиваль под названием «Loris Bog-Off». Куриное болото готовят по-разному в разных местах, но, пожалуй, чаще всего его можно найти в регионах Пи-Ди и Лоукантри в Южной Каролине.

## Происхождение названия
Считается, что название произошло от «влажности» блюда, но некоторые утверждают, что это может быть связано с тем, что район, где оно популярно, очень «заболоченный» .